# Principado de Jammu y Cachemira
El principado de Jammu y Cachemira fue un Estado nativo del Imperio británico en la India que existió entre 1846 y 1947, gobernado por un marajá.

## Historia
Fue creado en 1846 cuando, después de su victoria en la primera guerra anglo-sij, la Compañía de las Indias Orientales anexiona el Valle de Cachemira e inmediatamente vende a los dogras el dominio de Jamu bajo el Tratado de Amritsar. Según este, el estado estaba "situado al este del río Indo y oeste del Ravi, y cubría una área de 210.000 kilómetros cuadrados. Más tarde, se le añadieron las regiones de Hunza, Nagar, y Gilgit.
Durante la partición de la India en 1947, el gobernante del Estado (el majarash hindú Hari Singh) no quiso adherirse ni a la Unión de la India ni al Dominio de Pakistán, ya que pretendía que lo reconocieran como un país independiente y neutral como Suiza, a pesar de que su mayoritaria población musulmana se oponía. El principado se disolvió en 1949 en el contexto de la partición, y de la primera guerra indo-pakistaní terminada el 31 de diciembre de 1948.

## Gobernantes
| Retrato | Nombre                         | Reinado                                             | Notas |
| ------- | ------------------------------ | --------------------------------------------------- | --- |
|         | Gulab Singh                    | 16 de marzo de 1846 – 20 de febrero de 1856         | Fundador de la dinastía Dogra y primer maharajá del estado principesco de Jammu y Cachemira, uno de los estados principescos más grandes bajo el Raj británico, que se creó después de la derrota del Imperio Sij en la primera guerra anglo-sij. El Tratado de Amritsar (1846) formalizó la venta por parte de los británicos a Gulab Singh por 7.500.000 rupias Nanakshahee de todas las tierras de Jammu y Cachemira que les fueron cedidas por los sijs mediante el Tratado de Lahore. |
|         | Ranbir Singh                   | 20 de febrero de 1856 – 12 de septiembre de 1885    | Ascendió al trono en 1856 después de la abdicación de Gulab Singh debido a problemas de salud. Se alió con los británicos durante el motín de los cipayos. También envió a sus tropas para ayudar a los británicos a sitiar Delhi. Posteriormente fue recompensado por su comportamiento durante el motín. Luego pasó a anexar Gilgit, que anteriormente había sido testigo de una rebelión contra el estado.                                                                              |
|         | Pratap Singh                   | 12 de septiembre de 1885 – 23 de septiembre de 1925 | Reinó durante 40 años desde 1885 hasta 1925, el más largo de todos los gobernantes de Dogra. Estableció órganos locales de autogobierno, procesos democráticos, sistemas educativos, atención médica e higiene y desarrollo de infraestructura durante su reinado. |
|         | Hari Singh                     | 23 de septiembre de 1925 – 17 de noviembre de 1952  | Ascendió al trono tras la muerte de su tío, el maharajá Pratap Singh en 1925. Firmó el Instrumento de Adhesión de Jammu y Cachemira a la Unión de la India el 26 de octubre de 1947. Siguió siendo el maharajá titular del estado hasta 1952, cuando la monarquía fue abolido por el Gobierno de la India. |
|         | Karan Singh (Príncipe regente) | 20 de junio de 1949 – 17 de noviembre de 1952       | Nombrado Príncipe Regente de Jammu y Cachemira en 1949, a la edad de dieciocho años y sirvió hasta la abolición de la monarquía en 1952. Fue nombrado 'Sadr-e-Riyasat' ('jefe de Estado') en 1952 y Gobernador del Estado en 1964 . |

## Geografía
El área del estado se extendía de 32°17′ a 36°58′ N y de 73°26′ a 80°30′ E. Jammu era la parte más al sur del estado y estaba adyacente a los distritos de Punjab de Jhelum, Gujrat, Sialkot y Gurdaspur. Hay una franja de tierra llana a lo largo de la frontera de Punjab, bordeada por un basamento de terreno montañoso bajo escasamente arbolado, quebrado e irregular. Esto se conoce como Kandi, el hogar de los Chibs y los Dogras. Para viajar al norte, se debe escalar una cadena de montañas de 2.400 metros de altura.
Este es un país templado con bosques de robles, rododendros, castaños y, más arriba, de cedro y pino, un país de tierras altas, como Bhadarwah y Kishtwar, drenadas por el profundo desfiladero del río Chenab. Los escalones de la cordillera del Himalaya, conocidos como Pir Panjal, conducen al segundo piso, sobre el cual descansa el valle de Cachemira, drenado por el río Jhelum.
Las partes más empinadas del Himalaya conducen a Astore y Baltistán al norte ya Ladakh al este, un tramo drenado por el río Indo. Al noroeste, se encuentra Gilgit, al oeste y al norte del Indo. Toda el área está sombreada por una pared de montañas gigantes que corren hacia el este desde los pasos Kilik o Mintaka del Hindú Kush, que conducen a Pamir y los dominios chinos más allá de Rakaposhi (7788 m), a lo largo de la cordillera Muztagh más allá de K2 (Glaciar Godwin-Austen, 8.611 metros), Gasherbrum y Masherbrum (8.068 y 7.821 m respectivamente) hasta la cordillera Karakoram que se fusiona con las montañas Kunlun. Hacia el oeste del ángulo norte sobre Hunza y Nagar, el laberinto de montañas y glaciares se extiende un poco al sur del este a lo largo de la cadena Hindú Kush que bordea Chitral y así sucesivamente hasta los límites de Kafiristán y el territorio afgano.

### Religión
El principado tenía una mayoría de población musulmana (76%), aunque su gobernante era hindú (20,5%), además existían pequeñas minorías de sijs (1,4) y budistas (1,4% concentrada en el distrito de Leh).

### Transporte
Solía haber una ruta de Kohala a Leh; era posible viajar desde Rawalpindi a través de Kohala y por el puente Kohala hacia Cachemira. La ruta de Kohala a Srinagar era una carretera de carretas de 212 km de longitud. De Kohala a Baramulla el camino estaba cerca del río Jhelum. En Muzaffarabad, el río Kishenganga se une al Jhelum y, en este punto, la carretera de Abbottabad y Garhi Habibullah se encuentran con la ruta de Cachemira. El camino tenía mucho tráfico y requería un costoso mantenimiento por parte de las autoridades para repararlo.

### Inundación
En 1893, después de 52 horas de lluvia continua, se produjeron inundaciones muy graves en el valle de Jhelum y Srinagar sufrió muchos daños. Luego, más tarde, en 1903, se produjeron inundaciones mucho más severas.